# A.E. Neas Kīfisias
A.E. Neas Kīfisias (Griego: Αθλητική Ένωση Νέας Κηφισιάς) es un equipo de baloncesto griego, con sede en la ciudad de Kifissia, que disputa en la actualidad la B Ethniki, la tercera categoría del baloncesto griego.

## Historia
El club Unión Atlética Nea Kifissia, traducción al castellano de su denominación, se fundó en 1994, aunque la sección de baloncesto masculino no se puso en marcha hasta 1996. su primera aparición en el baloncesto profesional fue en la temporada 2011-12, en la que participaron en la A2 Ethniki, la segunda división del baloncesto griego.
En solo dos temporadas en la categoría de plata del baloncesto heleno subieron a lo más alto, consiguiendo el título en la temporada 2012-13, y ascendiendo a la máxima categoría, la A1 Ethniki. Su primera temporada en la máxima categoría fue sorprendente, acabando en la quinta posición en la fase regular, aunque posteriormente en los playoffs cayeron en la primera ronda ante el PAOK Salónica BC.
En la temporada 2015-16 el club se clasificó por primera vez para disputar una competición europea, la Basketball Champions League, pero tuvo que renunciar por problemas económicos, los mismos que finalmente le impidieron comenzar la temporada siguiente, siendo relegados a la tercera división.

## Posiciones en Liga
- 2009 - (4-C Ethniki)
- 2010 - (1-C Ethniki)
- 2011 - (2-B Ethniki)
- 2012 - (5-A2 Ethniki)
- 2013 - (1-A2 Ethniki)
- 2014 - (5-A1 Ethniki)
- 2015 - (11-A1 Ethniki)
- 2016 - (6-A1 Ethniki)

## Jugadores destacados
| - Markos Kolokas - Ioannis Psathas - Dimitrios Kompodietas - Vangelis Karampoulas - Dimitrios Tsaldaris - Nikos Liakopoulos - Nikos Barlos - Michalis Kakiouzis - Dimitrios Mavroeidis - Panagiotis Kafkis - Leonidas Kaselakis | - Andreas Glyniadakis - Nikos Gikas - Linos Chrysikopoulos - Panagiotis Vasilopoulos - Saša Vasiljević - Nikola Pešaković - Uroš Duvnjak - Ogo Adegboye - Patrick Ewing Jr. - Tony Crocker - Darrius Garrett | - Cade Davis - Dustin Hogue - Muhammad El-Amin - Roscoe Smith - Robert Lowery - Xavier Silas |